# Peștera nr. 15
Peștera nr. 15 este o arie protejată de interes bnațional ce corespunde categoriei a IV-a IUCN (rezervație naturală de tip speologic), situată în județul Argeș, pe teritoriul administrativ al comunei Dâmbovicioara.
Rezervația naturală cu o suprafață de 0,50 hectare este inclusă în Parcul Național Piatra Craiului a fost declarată arie protejată prin Legea Nr.5 din 6 martie 2000 și reprezintă un gol natural (peșteră) săpat în abrupturile calcaroase ale Pietrii Craiului.